# Prix Robert-Altman
Le prix Robert-Altman (Robert Altman Award) est un prix spécial remis aux Film Independent's Spirit Awards depuis 2008. La récompense consacre un film en particulier avec le réalisateur, les directeurs de castings et la distribution. Les films privilégiés sont très souvent des distributions d'ensemble.
Le prix est nommé en l'honneur de Robert Altman. Le cinéaste américain, décédé en 2006, est gagnant de trois Spirit Awards au cours de sa carrière,, est reconnu comme maître des distributions d'ensemble, et d'un grand équilibre entre les personnages.

## Lauréats

### Années 2000
- 2008 : I'm Not There – Réalisation : Todd Haynes – Casting : Laura Rosenthal – Distribution : Cate Blanchett, Christian Bale, David Cross, Marcus Carl Franklin, Charlotte Gainsbourg, Bruce Greenwood, Richard Gere, Heath Ledger, Julianne Moore, Ben Whishaw et Michelle Williams
- 2009 : Synecdoche, New York – Réalisation : Charlie Kaufman – Casting : Jeanne McCarthy – Distribution : Hope Davis, Philip Seymour Hoffman, Jennifer Jason Leigh, Catherine Keener, Samantha Morton, Tom Noonan, Emily Watson, Dianne Wiest et Michelle Williams

### Années 2010
- 2010 : A Serious Man – Réalisation : Ethan Coen et Joel Coen – Casting : Ellen Chenoweth et Rachel Tenner – Distribution : Richard Kind, Sari Lennick, Jessica McManus, Fred Melamed, Michael Stuhlbarg et Aaron Wolff
- 2011 : La Beauté du geste (Please Give) – Réalisation : Nicole Holofcener – Casting : Jeanne McCarthy – Distribution : Ann Guilbert, Rebecca Hall, Catherine Keener, Amanda Peet, Oliver Platt, Lois Smith et Sarah Steele
- 2012 : Margin Call – Réalisation : J.C. Chandor – Casting : Tiffany Little Canfield et Bernard Telsey – Distribution : Penn Badgley, Simon Baker, Paul Bettany, Jeremy Irons, Mary McDonnell, Demi Moore, Zachary Quinto, Kevin Spacey et Stanley Tucci
- 2013 : Starlet – Réalisation : Sean Baker – Casting : Julia Kim – Distribution : Dree Hemingway, Besedk Johnson, Karren Karagulian, Stella Maeve et James Ransone
- 2014 : Mud : Sur les rives du Mississippi (Mud) – Réalisation : Jeff Nichols – Casting : Francine Maisler – Distribution : Joe Don Baker, Jacob Lofland, Matthew McConaughey, Ray McKinnon, Sarah Paulson, Michael Shannon, Sam Shepard, Tye Sheridan, Paul Sparks, Bonnie Sturdivant et Reese Witherspoon
- 2015 : Inherent Vice – Réalisateur : Paul Thomas Anderson – Casting : Cassandra Kulukundis – Distribution : Josh Brolin, Hong Chau, Martin Donovan, Jena Malone, Joanna Newsom, Joaquin Phoenix, Sasha Pieterse, Eric Roberts, Maya Rudolph, Martin Short, Serena Scott Thomas, Benicio del Toro, Katherine Waterston, Owen Wilson, Reese Witherspoon et Michael Kenneth Williams
- 2016 : Spotlight – Réalisation : Tom McCarthy – Casting : Kerry Barden et Paul Schnee – Distribution : Billy Crudup, Michael Cyril Creighton, Paul Guilfoyle, Neal Huff, Brian d'Arcy James, Michael Keaton, Rachel McAdams, Mark Ruffalo, Liev Schreiber, Jamey Sheridan, John Slattery et Stanley Tucci
- 2017 : Moonlight – Réalisation : Barry Jenkins – Casting : Yesi Ramirez – Distribution : Mahershala Ali, Patrick Decile, Naomie Harris, Alex Hibbert, André Holland, Jharrel Jerome, Janelle Monáe, Jaden Piner, Trevante Rhodes et Ashton Sanders
- 2018 : Mudbound – Réalisation : Dee Rees – Casting : Billy Hopkins et Ashley Ingram – Distribution : Jonathan Banks, Mary J. Blige, Jason Clarke, Garrett Hedlund, Jason Mitchell, Rob Morgan et Carey Mulligan
- 2019 : Suspiria – Réalisation : Luca Guadagnino – Casting : Avy Kaufman et Stella Savino – Distribution : Malgosia Bela, Ingrid Caven, Lutz Ebersdorf, Elena Fokina, Mia Goth, Jessica Harper, Dakota Johnson, Gala Moody, Chloë Grace Moretz, Renée Soutendijk, Tilda Swinton, Sylvie Testud et Angela Winkler

## Victoires multiples
- 2 : Catherine Keener, Stanley Tucci, Michelle Williams, Reese Witherspoon

## Cumuls
Étant un prix spécial décidé par un comité, ce n'est pas un prix compétitif. Cela n'empêche pas le film d'être éligible dans les autres catégories des Spirit Awards, et bien souvent, il cumule des nominations. Mais Inherent Vice a la caractéristique de n'avoir eu aucune nomination aux Spirit Awards.
Sont indiquées ici les nominations dans les professions qui consacrent le prix Robert-Altman, soit le film, le réalisateur et les acteurs. Les directeurs de casting n'ont pas de prix consacrés, mais une autre cérémonie, les Casting Society of America Awards ou Artios, les récompense, avec des catégories spécifiques pour le cinéma indépendant et forment un bon substitut. Les victoires sont en gras.

### Films
Trois catégories récompensent les films : meilleur film, meilleur premier film (en) et le prix John Cassevetes (en), pour les films à très petit budget.
- 2008 : I'm Not There – meilleur film
- 2009 : Synecdoche, New York – meilleur premier film
- 2012 : Margin Call – meilleur premier film
- 2013 : Starlet – prix John Cassavetes
- 2016 : Spotlight – meilleur film
- 2017 : Moonlight – Meilleur film

### Réalisateur
- 2008 : Todd Haynes
- 2010 : Joel et Ethan Coen
- 2014 : Jeff Nichols
- 2016 : Tom McCarthy
- 2017 : Barry Jenkins

### Acteurs
- 2008 :
  - Cate Blanchett – meilleure actrice dans un second rôle
  - Marcus Carl Franklin – meilleur acteur dans un second rôle

### Casting
La profession n'est pas récompensée dans les prix cinématographiques. Même s'il existe les Casting Society of America Awards, également intitulés Artios, qui consacrent les directeurs de casting dans différentes catégories du cinéma, du théâtre, de la télévision et des médias interactifs. Dans ces cérémonies, le directeur de casting n'est pas le seul nommé, il est accompagné des associés et des castings locaux.
- 2010 : Ellen Chenoweth et Rachel Tenner – film de studio ou indépendant dramatique
- 2012 : Francine Maisler – film de studio ou indépendant dramatique
- 2016 : Kerry Barden et Paul Schnee, catégorie drame à gros budget
- 2017 : Yesi Ramirez, catégorie faible budget